# برمید پلاتین (IV)
برمید پلاتین(IV) (به انگلیسی: Platinum(IV) bromide) با فرمول شیمیایی PtBr۴ یک ترکیب شیمیایی است. که جرم مولی آن ۵۱۴٫۷ g/mol می‌باشد. 